# Caryothraustes
Caryothraustes is een geslacht van vogels uit de familie van de kardinaalachtigen (Cardinalidae). De wetenschappelijke naam van het geslacht is voor het eerst geldig gepubliceerd in 1850 door Reichenbach.

## Soorten
De volgende soorten zijn bij het geslacht ingedeeld:
- Caryothraustes canadensis – Geelgroene kardinaal
- Caryothraustes poliogaster – Grijsbuikkardinaal